# Justo Tejada
Justo Tejada Martínez (Barcelona, 1933. január 6. – 2021. január 31.) válogatott spanyol labdarúgó, csatár.

## Pályafutása

### Klubcsapatban
1951–52-ben az España Industrial, 1952 és 1961 között a Barcelona labdarúgója volt. 1952–53-ban kölcsönben a Real Murcia csapatában szerepelt. 1961 és 1963 között a Real Madrid, 1963 és 1965 között az Espanyol játékosa volt. A Barcelonával és a Real Madriddal is két-két bajnoki címet és egy-egy spanyolkupa-győzelmet ért el. Tagja volt a Barcelona VVK-győztes csapatának az 1955–58-as és az 1958–60-as kiírásban-

### A válogatottban
1958 és 1961 között nyolc alkalommal szerepelt a spanyol válogatottban és négy gólt szerzett.

## Sikerei, díjai
Barcelona
- Spanyol bajnokság
  - bajnok (2): 1958–59, 1959–60
- Spanyol kupa
  - győztes: 1959
- Vásárvárosok kupája (VVK)
  - győztes (2): 1955–58, 1958–60
  - gólkirály: 1955–58 (4 gól, holtversenyben)

 Real Madrid
- Spanyol bajnokság
  - bajnok (2): 1961–62, 1962–63
- Spanyol kupa
  - győztes: 1962
- Bajnokcsapatok Európa-kupája (BEK)
  - döntős: 1961–62